# Chiesa di Santo Stefano (Ledro)
La chiesa di Santo Stefano, chiamata anche chiesa dei Santi Stefano e Lorenzo, è la parrocchiale di Bezzecca, frazione di Ledro, nella Valle di Ledro.

## Storia

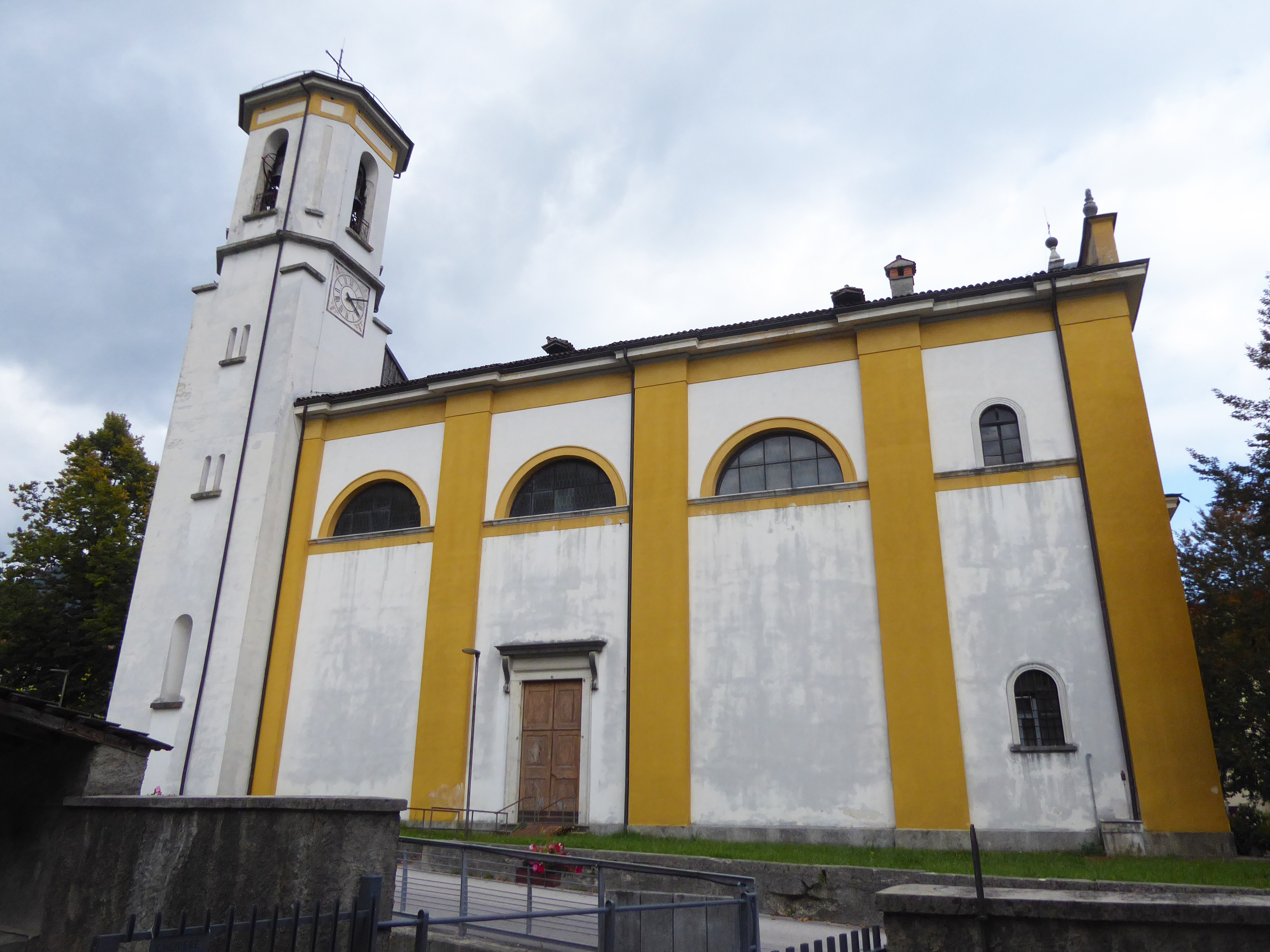
Fiancata sinistra e campanile

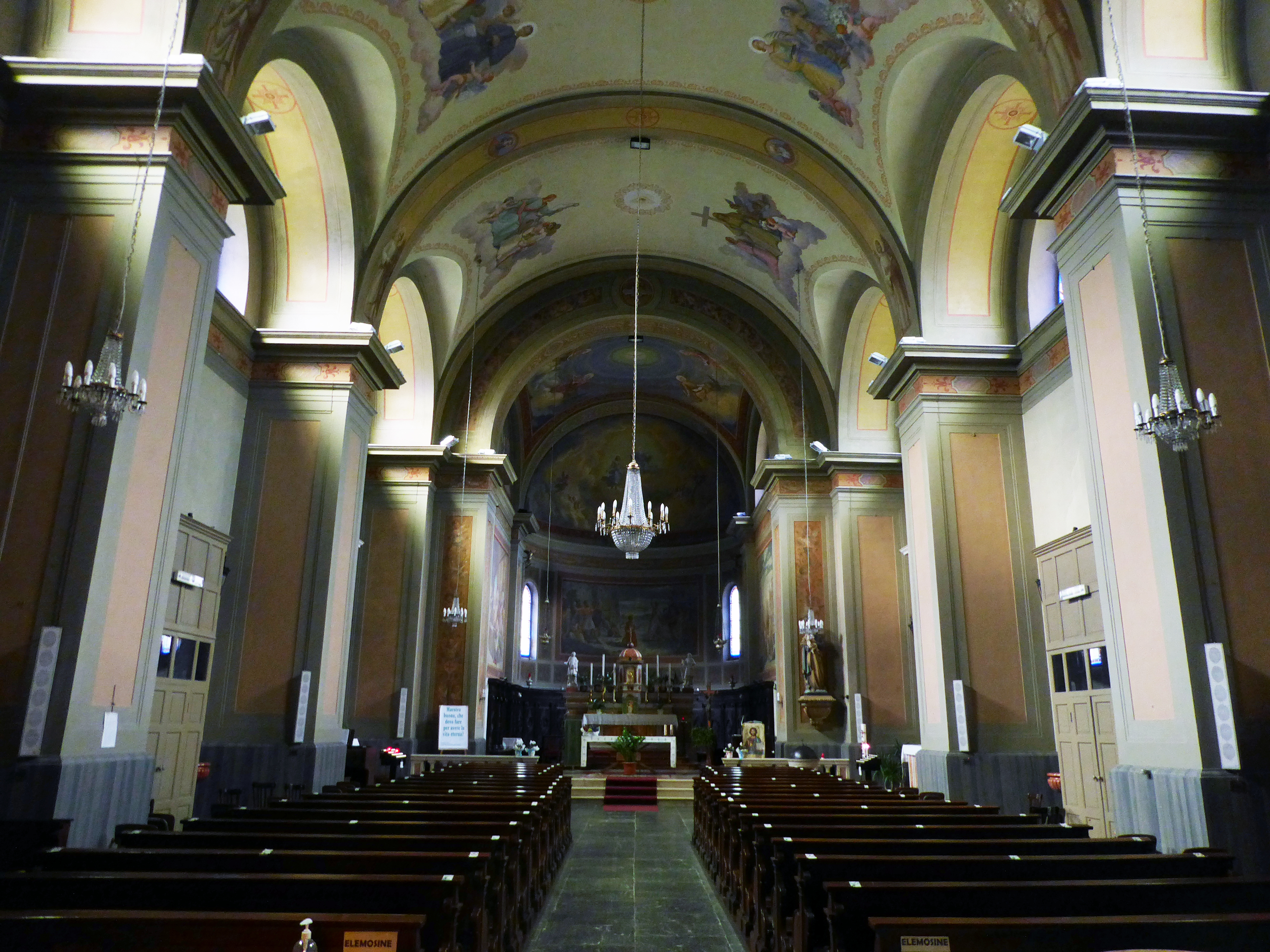
Interno della navata.

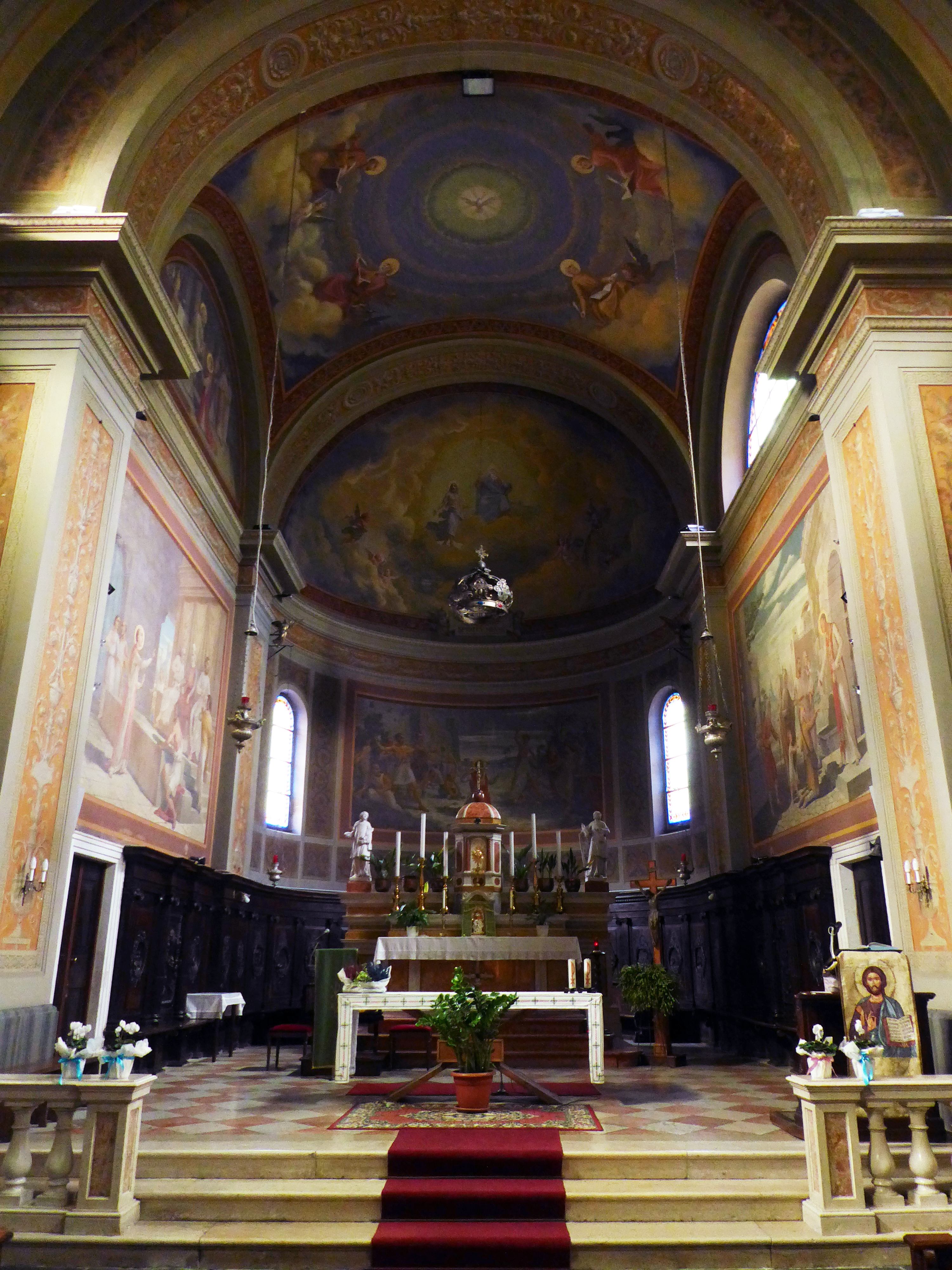
Presbiterio con altare postconciliare installato in seguito all'adeguamento liturgico.

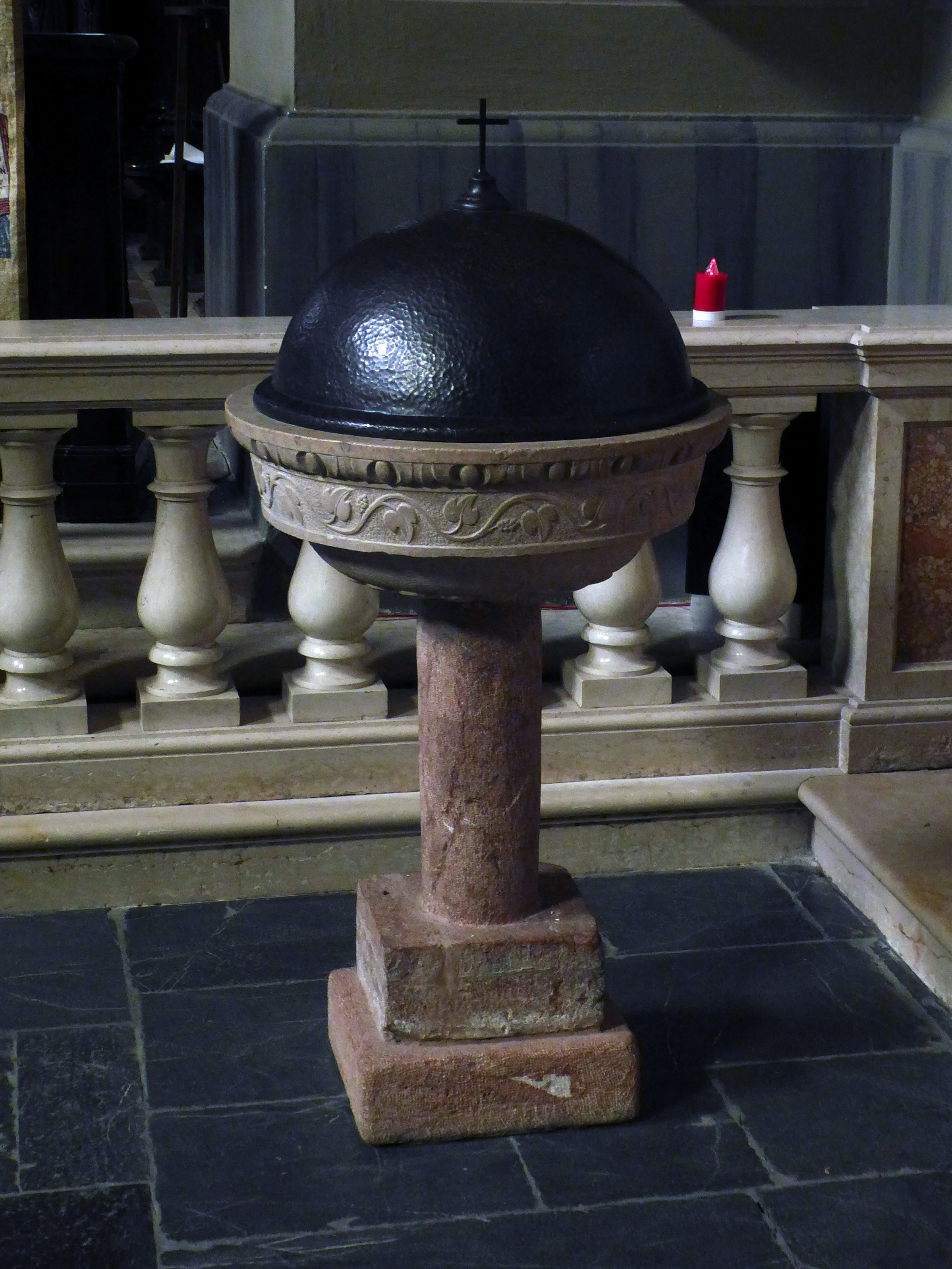
Fonte battesimale nella terza cappella destra.

Sul territorio di Bezzecca sin dal 1521 è presente una chiesa dedicata ai santi Stefano e Lorenzo, con un proprio cimitero, e dagli anni trenta è divenuta il sacrario militare di Bezzecca. Nel 1857 iniziarono lavori per un nuovo edificio religioso di più grandi dimensioni, posizionato più in basso, che venne ultimato e consacrato due anni dopo, nel 1859. Pochi anni dopo, nel 1866, fu danneggiata e profanata in occasione della battaglia di Bezzecca, diventando quartiere militare. Il 23 agosto 1867, dopo lavori di riadattamento, Benedetto Riccabona de Reichenfels procedette con la sua riconsacrazione.
Seguirono diversi interventi di restauro e miglioramento. Tra 1891 e 1892 venne decorato il presbiterio. Dopo i danni prodotti dal primo conflitto mondiale fu oggetto di nuovi lavori e, attorno alla metà del XX secolo, venne ridecorata la navata.
Divenne parrocchia nel 1954, dopo essere stata a lungo sussidiaria della pieve di Ledro. Fu nuovamente restaurata e tinteggiata esternamente nel 1982.

## Descrizione

### Esterni
Il luogo di culto mostra orientamento verso nord e si trova nel centro dell'abitato di Bezzecca in posizione leggermente elevata e raggiungibile attraverso una breve scalinata. La facciata è di aspetto monumentale, con due larghe lesene che sorreggono un frontone dal contorno curvilineo di larghezza inferiore alla base e corrispondente all'ampiezza della parte centrale che ospita un avancorpo leggermente sporgente di struttura classica, con quattro colonne doriche e frontome triangolare. Il portale di accesso è architravato e sopra in una cornice rettagolare si trova la scritta HIC DOMUS DEI ET PORTA COELI. 
La torre campanaria si trova in posizione arretrata sulla sinistra. Ha struttura quadrata mentre la cella ha base ottagonale e si apre, sui lati maggiori, con quattro finestre a monofora.

### Interni
La navata interna è unica e ripartita in tre navate. Il presbiterio, al quale si accede attraverso l'arco santo, è leggermente rialzato.
La pala raffigurante i Santi Rocco e Sebastiano è attribuita a Giovanni Battista Argenti mentre le decorazioni nel coro sono di Luigi Spreafico.